# エアコイ
『エアコイ』は、七島佳那による日本の漫画作品。『Sho-Comi』（小学館）にて、2010年12号から同年14号まで掲載された。単行本は全1巻。

## 概要
サブタイトルは「Dearわたしの好きな人」。
七島佳那が『Sho-Comi』へ移籍後、初の連載であり、短期連載作品。
タイトルである『エアコイ』の「エア」は、エアギターのエアからとったものだと語っており、「『エアコイ』は七島にとって色々と挑戦した作品」と述べている。

## ストーリー
主人公丹波仁菜は、同じ高校へ通う林野先輩に片想いをしている。
大好きな先輩に会うには携帯に送られてくる、ある“ゲーム”をクリアしなければならない。そのゲームとは、送られてくる写真と同じものを捜しあて、同じように携帯で写真を撮るというものだった。
そんな折、同じクラスの天都真太朗にゲームを手伝うと話しかけられる。
当初は断っていた仁菜だが、真太朗の家の家訓とやらで言いくるめられ、一緒にゲームを進めていくことに。
しかし次第に真太朗はこのゲームに不信感を抱くようになり...?

## 登場人物
丹波仁菜（たんば にな）
通称「ニーナ」。高校1年生で林野先輩に片想いをしている。“ゲーム”をタローと一緒に進めていくことになるが...。
天都真太朗（あまつ しんたろう）
通称「タロー」。ニーナのクラスメイトで、女子に人気がある。「女性に優しく親切に」という家の家訓で、ニーナの“ゲーム”を手伝うことに。次第にゲームへ不信感を抱くようになるが、同時にニーナにも惹かれてゆく。
林野（はやしの）
ニーナが片想いをしている人物。実は“ゲーム”にはある秘密があって...?

## 単行本収録作品
- エアコイ（全3話）
- 迷子の迷子の初恋中（2010年『Sho-Comi』本誌8号掲載）
- 恋＊リアライズ（2005年『ChuChu』初号増刊号掲載）